# Dubki
Dubki (rusky Дубки, estonsky a setucky Tupka) je ruská exkláva v Estonsku. Jedná se o malou obec nacházející se na poloostrově vybíhajícím ze západního břehu Pskovského jezera. Území ze západní strany na souši hraničí s Estonskem, od zbytku mateřského státu je exkláva oddělena vodami jezera. Administrativně Dubki spadají do Pečorského rajonu Pskovské oblasti. Obec mezi lety 1920 až 1944 patřila Estonsku, poté byla začleněna do Ruské sovětské federativní socialistické republiky.
Na začátku 21. století zde ještě žilo 6 obyvatel, podle dat z roku 2010 obec nemá žádné stálé obyvatele.